# Someday This Pain Will Be Useful to You
Pour plus de détails, voir Fiche technique et Distribution.
Someday This Pain Will Be Useful to You est une comédie dramatique italo-américaine coécrite et réalisée par Roberto Faenza et sortie en 2012. 

## Synopsis
Un été à New York, James Sveck (Regbo), un jeune homosexuel qui se cherche, rêve d'avenir...
Ce garçon solitaire aime lire et passer ses journées avec Nanette, sa grand-mère. Il se sent inadapté, car il n'a pas les mêmes préoccupations que les jeunes de son âge, et ne veut pas s'adapter aux conventions. Il rêve d'une vie isolée dans le Midwest, plutôt que d'aller à l'université.
Sa famille ne l'aide pas à affronter ses contradictions. Sa mère est une galeriste qui a abandonné son troisième mari pendant leur lune de miel ; le père de James est un homme d'affaires obsédé d'esthétique pour plaire aux femmes plus jeunes et sa sœur de vingt-trois ans essaye d'écrire ses propres mémoires et de nouer une liaison avec un professeur polonais quinquagénaire.
Incapable de comprendre le désarroi de leur fils, ses parents décident de l'adresser à une thérapeute (Lucy Liu). Ainsi James passe son temps entre le cabinet de sa thérapeute et son travail à la galerie maternelle. Il rêve à une nouvelle voie dans la vie.

## Fiche technique
- Titre original : Someday This Pain Will Be Useful to You (litt. « Un jour cette douleur te servira »)
- Titre italien : Un giorno questo dolore ti sarà utile
- Réalisation : Roberto Faenza
- Scénario : Roberto Faenza et Dahlia Heyman d'après Un jour cette douleur te servira de Peter Cameron
- Direction artistique : Tommaso Ortino
- Décors : Robert Covelman
- Costumes : Donna Zakowska
- Photographie : Maurizio Calvesi
- Son :
- Montage : Massimo Fiocchi
- Musique : Andrea Guerra
- Production : Allen Bain, Elda Ferri et Ron Stein
- Sociétés de production : Four of a Kind Productions, Jean Vigo Italia et Rai Cinema
- Distribution :  01 Distribution
- Budget :
- Pays d’origine :  Italie/ États-Unis
- Langue originale : Anglais
- Format : Couleur (Technicolor) - 2,35:1 - Super 35 mm
- Genre : Comédie dramatique
- Durée :
- Dates de sortie :
- Italie : 2 novembre 2011 (festival international du film de Rome )
  -  Italie : 24 février 2012

## Distribution
- Toby Regbo : James Sveck
- Marcia Gay Harden : Marjorie Dunfour
- Peter Gallagher : Paul Sveck
- Deborah Ann Woll : Gillian Sveck
- Jonny Weston : Thom
- Ellen Burstyn : Nanette
- Lucy Liu : Hilda Temple, la thérapeute
- Stephen Lang : Barry Rogers
- Aubrey Plaza : Jeanine Breemer